# Sa-Schleife

Taweret mit Sa-Schleife

Die sogenannte Sa-Schleife, oder auch nur Sa, ist eine altägyptische Hieroglyphe, die für „Schutz“ steht. Das Zeichen hat in der Gardiner-Liste die Nummer V17 und ist der Rubrik „Seil, Faser und Korb“ zugeordnet.
Die Ursprünge des Zeichens sind unklar. Vermutlich handelt es sich um eine zusammengerollte Schilfmatte, die den Hirten als transportabler Unterstand diente und sie schützte, oder um eine Art von Schwimmweste aus Papyrus, die von Bootsbesatzungen getragen wurden. Die Sa-Schleife ist ein charakteristisches Attribut des Gottes Bes und der Göttin Taweret, die beide Schutzgötter in Bezug auf Schwangerschaft und Geburt waren. Die Sa-Schleife zählt, wie die Lebensschleife Anch, der Isisknoten oder Schen-Ring zu den ringförmigen Knotenamuletten und galt als magisches Schutzsymbol.